# Asura indecisa
Asura indecisa là một loài bướm đêm thuộc phân họ Arctiinae, họ Erebidae.